# Famille Herbert de La Portbarré
Pour les articles homonymes, voir Herbert.
La famille Herbert de La Portbarré est une famille subsistante d'ancienne bourgeoisie française. Originaire de la région de Saint-Malo (Ille-et-Vilaine). Elle donna au XVIIe siècle un capitaine et armateur corsaire, puis au XVIIIe siècle un capitaine de vaisseau de la Compagnie française des Indes orientales. Elle possède encore de nos jours le château de La Portbarré à Saint-Méloir-des-Ondes et la malouinière des Courtils-Launay à Saint-Coulomb.

## Histoire
Selon une tradition familiale, un Herbert aurait quitté l'Angleterre en 1533 pour fuir les persécutions anticatholiques entreprises par le roi Henri VIII, et se serait fixé dans le pays de Saint-Malo, où ses descendants se seraient perpétués jusqu'à nos jours. La terre de la Portbarré revient aux Herbert par le mariage en 1654 à Saint-Suliac de Bertrand Herbert, seigneur de Naulieu et de Catenabatz, avec Jeanne Trémaudan, dame de la Portbarré. La Porte-Barré était alors une maison forte dont il ne reste aujourd'hui qu'un corps de ferme.
Au XVIIe siècle, la famille Herbert de La Portbarré s'enrichit dans le commerce et la guerre de course, comme armateurs et capitaines corsaires,. Jean-Baptiste Herbert (1654-1728), sieur de La Portbarré, reçut des lettres de marques autorisant d'armer ses navires pour la course.
Le capitaine Thomas Herbert de La Portbarré s'illustra en 1746 comme commandant en second de l'escadre qui prit Madras aux Anglais cette année-là. Il resta fidèle à Bertrand-François Mahé de La Bourdonnais.
Appartenant à l'ancienne bourgeoisie de Saint-Malo, « La famille Herbert de La Portbarré fait partie de ces "familles à malouinières", familles qui n'ont parfois de noble que l'ancienneté de leurs origines, leur train de vie (vie mondaine et de château...), et leurs alliances ».
La famille Herbert de La Portbarré est aujourd'hui membre de l'A.D.C.C. (Association des descendants de capitaines corsaires). Jean-François Herbert de La Portbarré en a été le président.

## Filiation
- Georges Herbert, marié à Jeanne (de) Berthelot en 1535 à Saint-Malo, dont[2],[4] :
  - Bertrand I Herbert, baptisé en 1541 à Saint-Malo et marié à Isabeau de Colombel, dont :
    - Étienne Herbert, baptisé à Saint-Malo, le 29 avril 1591, qui eut d'Etiennette de Launay : 
      - Bertrand II Herbert, sieur de Neulieu et de Catenabatz, qui épousa à Saint-Suliac en 1654 Jeanne  Trémaudan (née en 1620), demoiselle de la Portbarrée, fille de Jean Trémaudan, sieur de La Haise et de la Portbarrée et de  Jeanne  Miniac [8], dont :
        - Jean-Baptiste Herbert, sieur de La Portbarrée (1654-1728)[9], capitaine corsaire commandant du Saint-Jean-Baptiste, un bâtiment de 40 canons[10], marié vers 1683 avec Perrine Thérèse Piednoir[9], dont :
          - Pélagie Aimée Herbert, dame de Tressaint, née vers 1700, mariée en 1739 avec Nicolas Magon de La Gervaisais, lieutenant général, chevalier de Saint-Louis, veuf de Rosalie de Miniac et mort sans enfant de son second mariage ;
          - Thomas Herbert, seigneur de La Port-barré (1694-1777)[9], écuyer, capitaine de la Compagnies des Indes, chevalier de Saint-Louis, archer-garde en la Connétablie et maréchaussée de France. Il était le second de Bertrand-François Mahé de La Bourdonnais lors de la prise de Madras en 1746[2]. Bien que conforté par Dupleix mais par loyauté envers La Bourdonnais, il refusa de lui prendre sa place[5]. Marié avec Marie Claire Heurtault de Bricourt, petite-fille de Jean Heurtault de Bricourt[9], dont :
            - Marie-Aimée Herbert de La Portbarré, dame de la Garète, en Plouër, mariée en 1781 à Pierre-Henry Brignon de Léhen, dont postérité.
            - Nicolas Marie Thomas Herbert de La Portbarré (1756-1800), marié en 1783 avec Françoise Charlotte Pierrès de La Vieuville[9], dont :
              - Thomas-Laurent Herbert de La Portbarré, baptisé à Saint-Malo en 1787, marié en 1822 à Mathilde de Fournier de Bellevüe, demeurant au château de la Portbarré, sans postérité ;
              - Nicolas François Herbert de La Portbarré (1784-1843), marié à Victoire Louis Blaise de Maisonneuve  (née en 1792)[9], belle-sœur de Robert Surcouf (marié à Marie-Catherine Blaize de Maisonneuve), dont :
                - Nicolas Herbert de La Portbarré, mort sans postérité ;
                - Clarisse Herbert de La Portbarré, mariée à Joseph Thierry du Fougeray, mort en 1870, et qui mourut à Paramé en 1894 ;
                - Ernest Herbert de La Portbarré (1830-1903), marié le 16 mai 1854 à Cécile Duguen (1831-1903), fille d'Eugène Duguen, capitaine au long-cours, et de Cécile Marion, dont :
                  - Cécile Herbert de La Portbarré, mariée en 1898 à Edmond O'Rorke, issu d'une vieille famille de la noblesse irlandaise ;
                  - Georges Herbert de La Portbarré, marié en 1899 à Saint-Méloir-des-Ondes à Paule de La Moussaye, fille de Paul de La Moussaye et de Gabrielle Huet de La Tour du Breuil, dont :
                    - Georges Herbert de La Portbarré, marié en 1927 à Marie-Thérès de La Nouë
                    - Simon-Pierre Herbert de La Portbarré, marié en 1946 à Monique Dartige du Fournet
                    - Marie-Antoinette Herbert de La Portbarré, mariée à Guy de Kerguiziau de Kervasdoué
                    - Gabriel Herbert de La Portbarré, lieutenant-aviateur mort pour la France au combat en 1944, marié à Inna d'Arbouzof, remariée avec Étienne-Jean-Maurice Saint John de Crèvecoeur
                    - Bertrand Herbert de La Portbarré de La Moussaye, marié avec Madeleine de Saint-Pol, dont: 
                      - Maylis Herbert de La Portbarré de La Moussaye, mariée avec Hervé Pérouse de Montclos
                      - Dominique Herbert de La Portbarré de La Moussaye, marié avec Veronique Loyer, dont: 
                        - Marie Herbert de La Portbarré de La Moussaye, mariée avec Paul Hubert de Bernes de Longvilliers
                        - Charles Herbert de La Portbarré de La Moussaye, marié avec Monica Meng, dont:
                          - Georges Herbert de La Portbarré de La Moussaye

## Personnalité
- Thomas Herbert de La Portbarré

## Armoiries et devise
- Blasonnement : D'argent à deux léopards de sable[9],[11]
- Timbre : un casque de face orné de ses lambrequins[réf. nécessaire]
- Devise : Nunquam serviam[réf. nécessaire]
- Support : deux lions[réf. nécessaire]

## Demeures
- Château de La Portbarré, à Saint-Méloir-des-Ondes
- Château de Lourdes, à Saint-Méloir-des-Ondes
- Malouinière des Courtils-Launay, à Saint-Coulomb

## Alliances
La famille Herbert de la Potbarré s'est alliée aux familles,, : de Berthelot (1535), de Colombel, de Launay, de Trémaudan (1654), Piednoir Sr de La Villeneuve, Heurtault de Bricourt (1734), Magon de La Gervaisais (1739), Brignon de Léhen (1781), Pierrès Sr de La Vieuxville (1783), de Fournier de Bellevüe (1798), Blaize de Maisonneuve (1811), Thierry du Fougeray, Duguen (1854), O'Rorke (1898), de La Moussaye (1899), de La Nouë (1927), d'Arbouzoff (1941), Dartige du Fournet (1946), de Kerguiziau de Kervasdoué (1941), de Saint-Pol (1953), de Legge de Kerléan (1953), Charpy (1960), Savary (1975), Geffroy de Villeblanche (1975), de Trogoff du Boisguézennec (1978), Pérouse de Montclos, Jarriand (1991), de Porcaro, de Bernes de Longvilliers, etc.